# Бухарский зиндан
Буха́рский зинда́н — ныне не действующий зиндан в историческом центре Бухары, в Узбекистане. Был построен в конце XVIII века, во время правления узбекской династии Мангытов. Являлся одним из крупнейших зинданов Бухарского эмирата. Был закрыт после Бухарской революции, падения монархии и образования Бухарской Народной Советской Республики. В настоящее время является одной из достопримечательностей города.
Бухарский зиндан расположен в историческом центре Бухары, в северо-западном углу шахристана, на территории старинной махалли Ходжа Низамиддин Боло, в ста метрах к северо-востоку от крепости Арк. Зиндан построен в основном из керамического кирпича, окружен высокими стенами, к которым примыкают постройки зиндана, и напоминает своего рода крепость или укрепление. Вход в зиндан был через большие деревянные ворота.
Зиндан делится на две части: зиндани боло — верхний зиндан и зиндани поён — нижний зиндан. Первая часть состоит из нескольких дворов с комнатами для заключённых. Заключенных этой части зиндана раза два в месяц выводили из темницы скованных цепями на площади. Обычно они ходили босоногие, независимо от погоды. Вторая часть состоит из глубокой ямы, диаметром 5 метров и 6,5 метров глубины, преступники спускались на её дно на веревках, равно как этим же способом передавалась им и пища. Заключение пленных или осуждённых за тяжкие преступления в глубокой яме применялось во многих мусульманских странах того периода. Одна специальная большая камера была предназначена для политических заключенных и высокопоставленных чиновников ханства, которые по тем или иным причинами попали в зиндан. Чаще всего в зиндан попадали мятежники, убийцы, грабители, воры, должники, насильники (если к ним не была применена смертная казнь), приговоренные к смертной казни (чаще всего применялось обезглавливание) и ожидающие казнь, если она не была совершена сразу после приговора, а также ожидающие приговора подозреваемые.
Зиндан по условиям содержания заключенных ничем не отличался от остальных зинданов того периода. Заключенные пребывали в зиндане в нечеловеческих условиях, часть заключенных не знала, на какой срок она лишена свободы. Все зависело от их поведения, а также посторонней помощи со стороны родственников или друзей заключенного, которые могли подкупить Кази (если его можно было подкупить), начальника зиндана, или добиться смягчения приговора путём дарения им подарков, денежного вознаграждения, покрытия причиненного ущерба или предоставления специальной характеристики от старейшин или тому подобных личностей, которые были знакомы с заключенным. Зимой, весной и осенью зинданы не отапливались, но способные заключенные могли сами развести огонь, готовить пищу. Питание в зиндане было весьма скудным, и чаще всего заключенных кормили чёрствыми лепёшками, поили обычной водой из арыка или хауза. Иногда помещения зинданов бывали переполненными выше нормы из-за большого количества заключенных, и порой часть заключенных была вынуждена пребывать под открытым небом в цепях.
Бухарский зиндан вместе с остальными архитектурными, археологическими, религиозными и культурными памятниками Бухары входит в список Всемирного наследия ЮНЕСКО под названием «Исторический центр Бухары».

Галерея
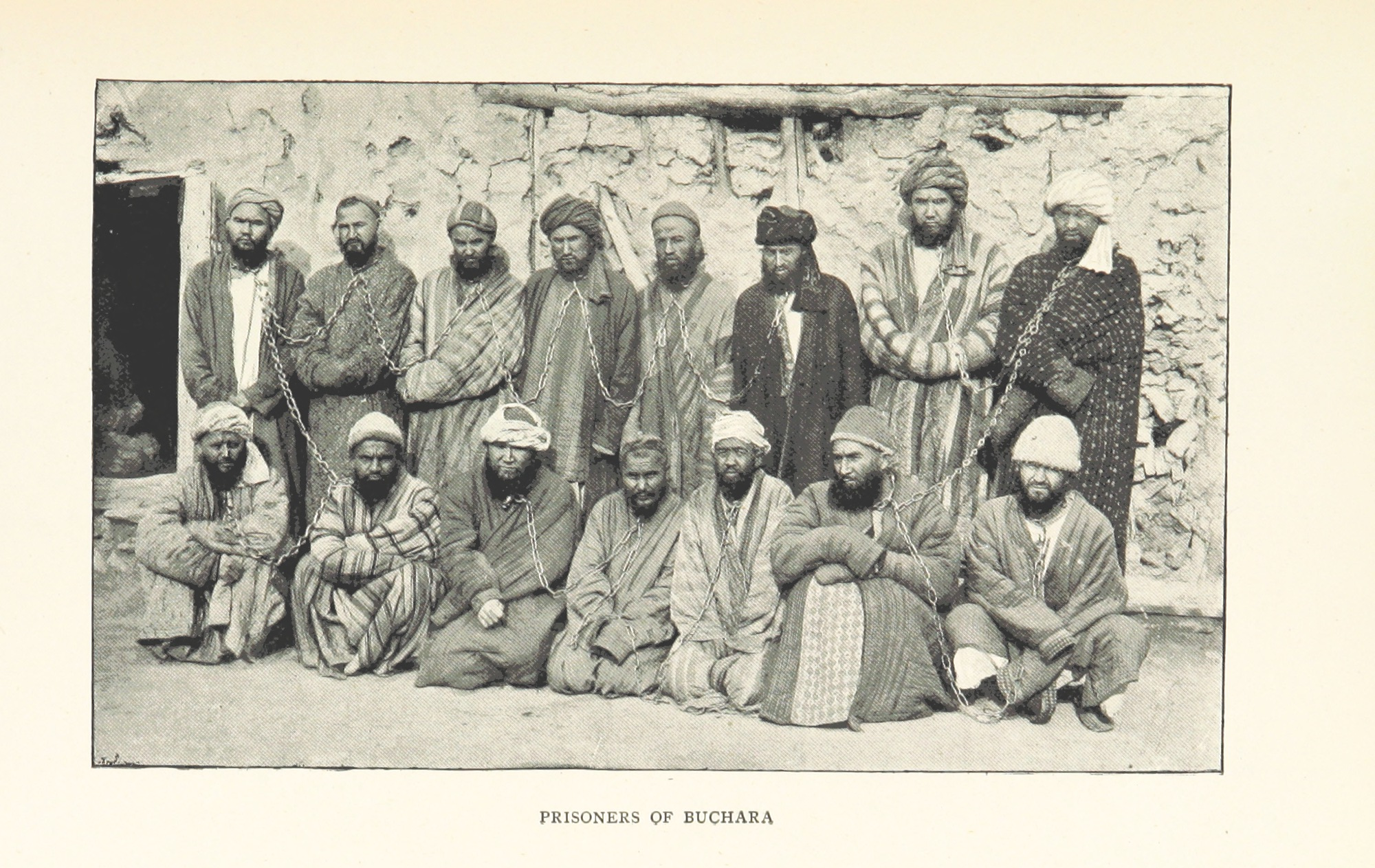
Группа заключенных в Бухаре, 1899 год
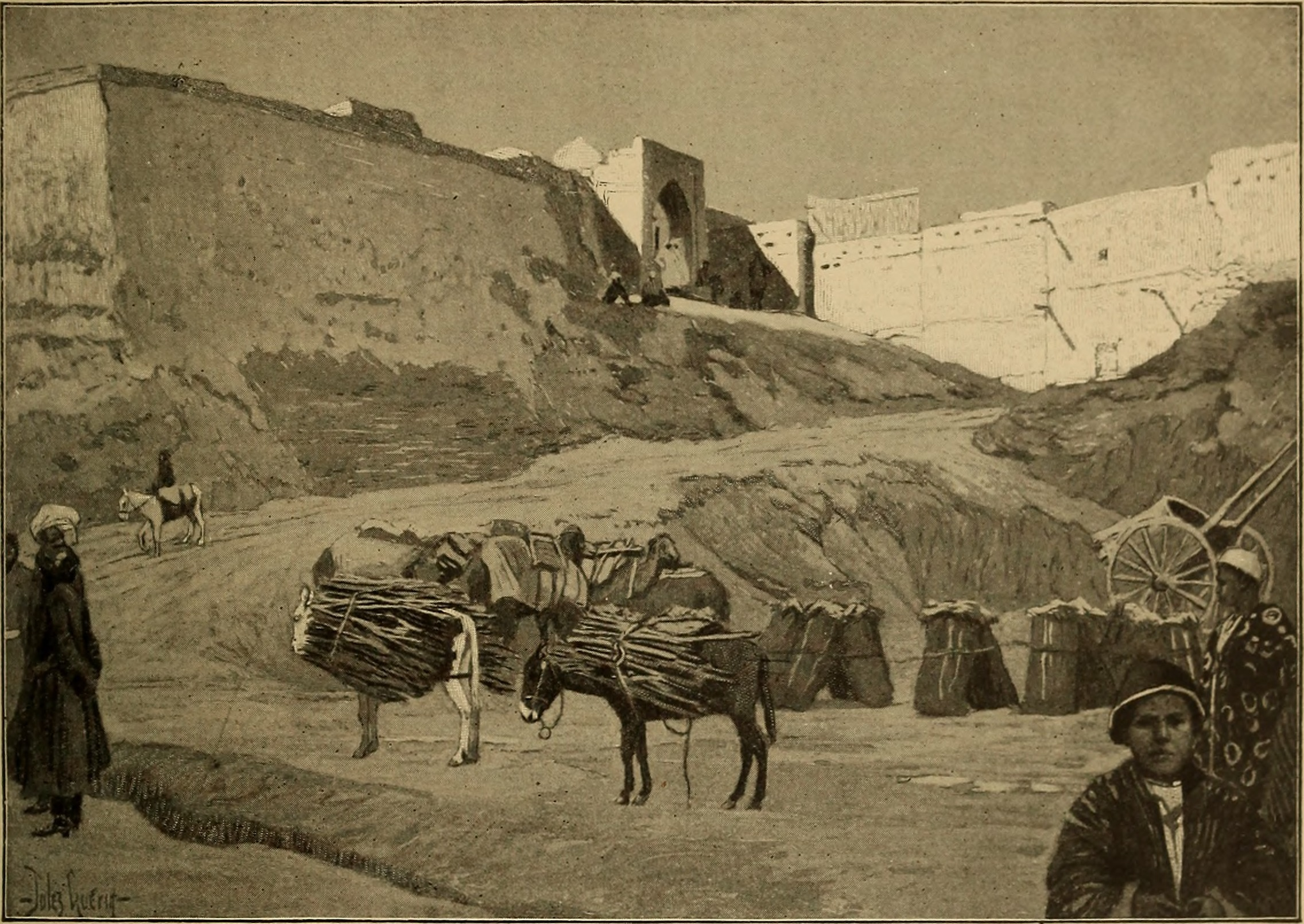
Бухарский зиндан, 1902 год
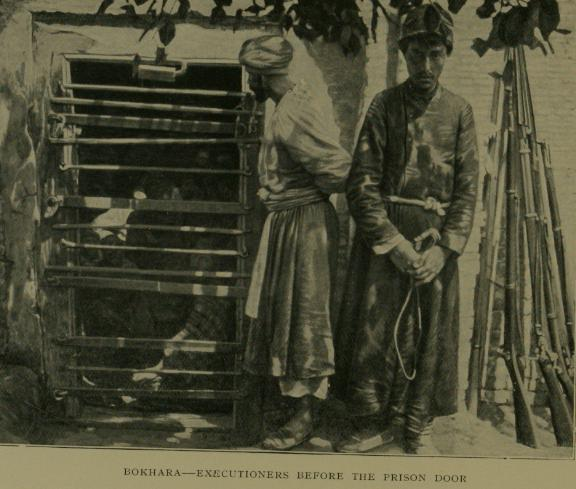
Палачи у дверей бухарского зиндана, 1909 год
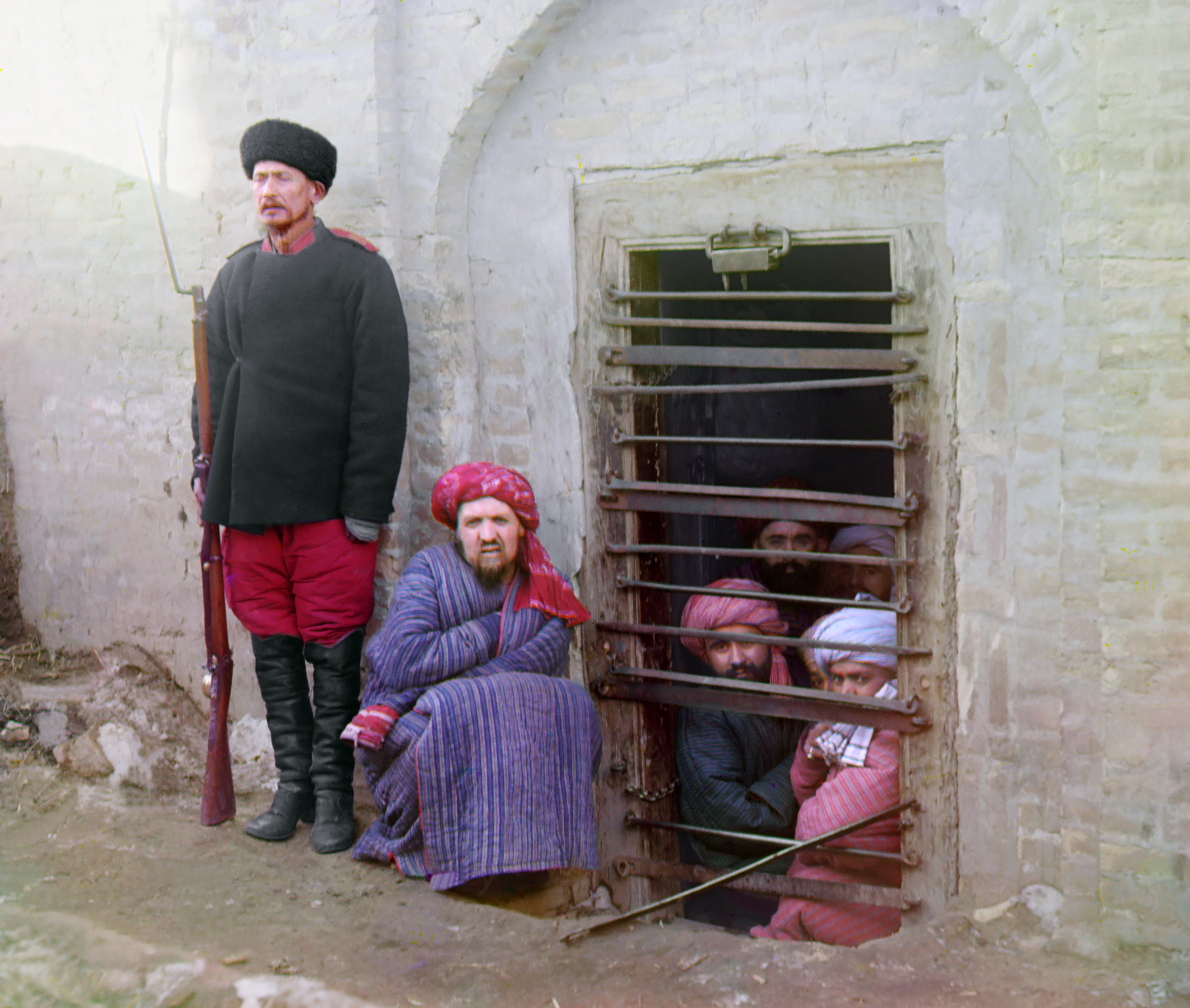
Бухарский зиндан. Фото С. М. Прокудина-Горского, 1915 год
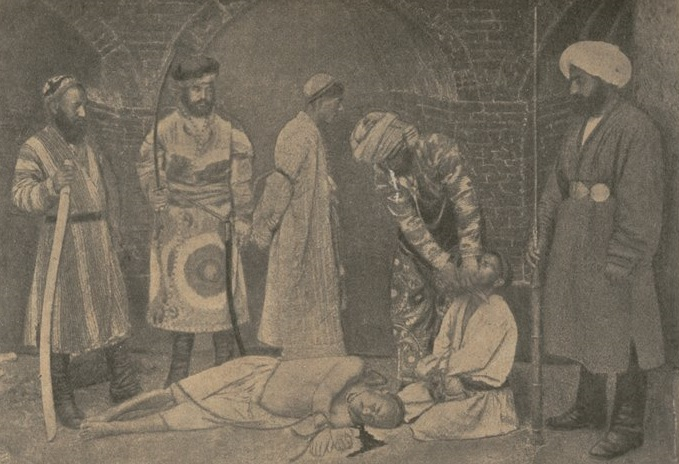
Процесс обезглавливания приговорённых к смерти в Бухаре, 1913 год
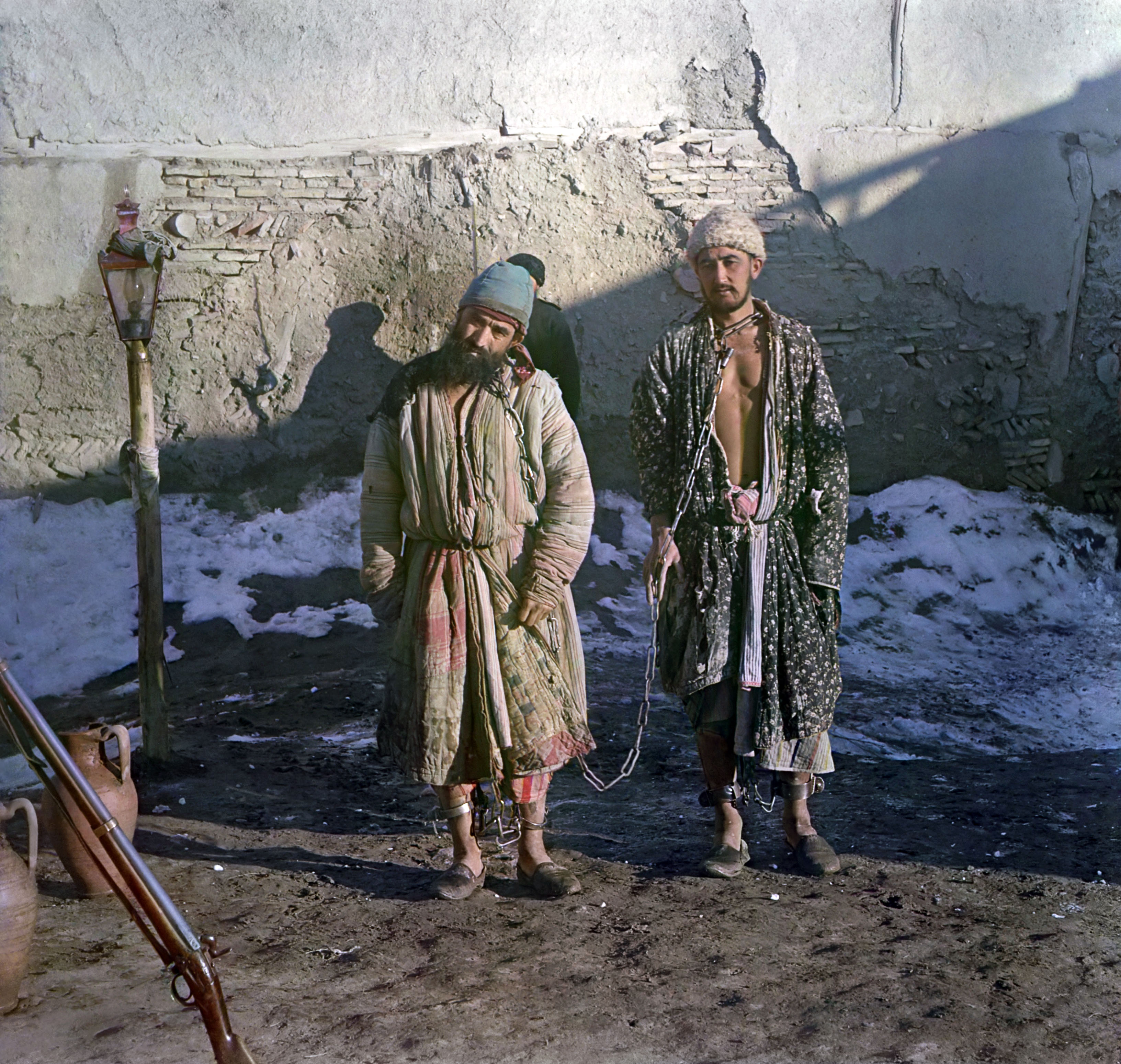
Заключенные в Бухаре.

В 2020 году в Бухаре были сняты сцены последних дней заключения Бехбудий перед его казнью, эпизоды художественного фильма были сняты в зиндане.